# 伊爾吉茲河 (圖爾蓋河支流)
48°15′28″N 62°01′20″E / 48.2579°N 62.0222°E
伊爾吉茲河是哈薩克斯坦的河流，位於該國中部，流經阿克托貝州和庫斯塔奈州，屬於圖爾蓋河的右支流，河道全長593公里，流域面積31,600平方公里。

## 外部連結
- Иргиз （页面存档备份，存于）, Great Soviet Encyclopedia